# 2015-ös MTV Movie Awards
A 2015-ös MTV Movie Awards díjátadó ünnepségét 2015. április 12-én tartották a kaliforniai Nokia Theatre-ben, a házigazda Amy Schumer volt. A jelölteket 2014. december 10-én tették közé. A műsort az MTV, az MTV2, a VH1 és a Logo csatorna közvetítette.

## Díjazottak és jelöltek
A nyertesek a táblázat első sorában, félkövérrel vannak jelölve.
| Legjobb film | Áttörő előadás |
| --- | --- |
| - Csillagainkban a hiba - Amerikai mesterlövész - Sráckor - Holtodiglan - A galaxis őrzői - Az éhezők viadala: A kiválasztott – 1. rész - Selma - Whiplash | - Dylan O'Brien – Az útvesztő - Ellar Coltrane – Sráckor - Ansel Elgort – Csillagainkban a hiba - David Oyelowo – Selma - Rosamund Pike – Holtodiglan |
| Legjobb színész | Legjobb színésznő |
| - Bradley Cooper – Amerikai mesterlövész - Ansel Elgort – Csillagainkban a hiba - Chris Pratt – A galaxis őrzői - Channing Tatum – Foxcatcher - Miles Teller – Whiplash | - Shailene Woodley – Csillagainkban a hiba - Scarlett Johansson – Lucy - Jennifer Lawrence – Az éhezők viadala: A kiválasztott – 1. rész - Emma Stone – Birdman avagy (A mellőzés meglepő ereje) - Reese Witherspoon – Vadon                                                                                       |
| Legjobb hős | Legjobb gonosz |
| - Dylan O'Brien – Az útvesztő - Martin Freeman – A hobbit: Az öt sereg csatája - Jennifer Lawrence – Az éhezők viadala: A kiválasztott – 1. rész - Chris Pratt – A galaxis őrzői - Shailene Woodley – A beavatott-sorozat: A lázadó                                                     | - Meryl Streep – Vadregény - Jillian Bell – 22 Jump Street – A túlkoros osztag - Peter Dinklage – X-Men: Az eljövendő múlt napjai - Rosamund Pike – Holtodiglan - J. K. Simmons – Whiplash |
| Legjobb csók | Legjobb harc |
| - Ansel Elgort és Shailene Woodley – Csillagainkban a hiba - Rose Byrne és Halston Sage – Rossz szomszédság - James Franco és Seth Rogen – Az interjú - Andrew Garfield és Emma Stone – A csodálatos Pókember 2. - Scarlett Johansson és Chris Evans – Amerika Kapitány: A tél katonája | - Dylan O'Brien vs. Will Poulter – Az útvesztő - Chris Evans vs. Sebastian Stan – Amerika Kapitány: A tél katonája - Jonah Hill vs. Jillian Bell – 22 Jump Street – A túlkoros osztag - Edward Norton vs. Michael Keaton – Birdman avagy (A mellőzés meglepő ereje) - Seth Rogen vs. Zac Efron – Rossz szomszédság |
| Legjobb zenés pillanat | Legjobb duó |
| - Jennifer Lawrence – Az éhezők viadala: A kiválasztott – 1. rész - Bill Hader és Kristen Wiig – Csontváz ikrek - Chris Pratt – A galaxis őrzői - Seth Rogen és Zac Efron – Rossz szomszédság - Miles Teller – Whiplash                                                                 | - Zac Efron és Dave Franco – Rossz szomszédság - Bradley Cooper és Vin Diesel – A galaxis őrzői - James Franco és Seth Rogen – Az interjú - Channing Tatum és Jonah Hill – 22 Jump Street – A túlkoros osztag - Shailene Woodley és Ansel Elgort – Csillagainkban a hiba                                           |
| Legjobb félmeztelen jelenet | Legjobb szarrá ijedt alakítás |
| - Zac Efron – Rossz szomszédság - Ansel Elgort – Csillagainkban a hiba - Channing Tatum - Foxcatcher - Chris Pratt - A galaxis őrzői - Kate Upton - A csajok bosszúja | - Jennifer Lopez – A szomszéd fiú - Zach Gilford – A megtisztulás éjszakája: Anarchia - Dylan O'Brien – Az útvesztő - Rosamund Pike – Holtodiglan - Annabelle Wallis - Annabelle |
| Leghumorosabb alakítás | Legtorokszorítóbb alakítás |
| - Channing Tatum – 22 Jump Street – A túlkoros osztag - Rose Byrne – Rossz szomszédság - Kevin Hart – Bérhaverok - Chris Pratt – A galaxis őrzői - Chris Rock – Az öt kedvenc | - Seth Rogen és Rose Byrne – Rossz szomszédság - Rosario Dawson és Anders Holm – Az öt kedvenc - Jonah Hill – 22 Jump Street – A túlkoros osztag - Jason Sudeikis és Charlie Day – Förtelmes főnökök 2. - Miles Teller – Whiplash                                                                                  |
| Legjobb átalakulás a vásznon | |
| - Elizabeth Banks – Az éhezők viadala: A kiválasztott – 1. rész - Steve Carell – Foxcatcher - Ellar Coltrane – Sráckor - Eddie Redmayne – A mindenség elmélete - Zoe Saldana – A galaxis őrzői                                                                                          | |

### Comedic Genius Award
- Kevin Hart

### MTV Trailblazer Award
- Shailene Woodley

### MTV Generation Award
- Robert Downey Jr.

## Statisztika

### Egynél több jelöléssel bíró filmek
- 7 jelölés: Csillagainkban a hiba, A galaxis őrzői, Rossz szomszédság
- 5 jelölés: 22 Jump Street – A túlkoros osztag, Whiplash
- 4 jelölés: Holtodiglan, Az éhezők viadala: A kiválasztott – 1. rész, Az útvesztő
- 3 jelölés: Sráckor, Foxcatcher
- 2 jelölés: Személyiségtolvaj, Vasember 3., Pofázunk és végünk, Az élet habzsolva jó, Thor: Sötét világ

### Egynél több jelöléssel bíró színész/színésznő
- 5 jelölés: Ansel Elgort, Chris Pratt, Seth Rogen, Shailene Woodley
- 4 jelölés: Channing Tatum, Dylan O'Brien, Zac Efron
- 3 jelölés: Jennifer Lawrence, Jonah Hill, Miles Teller, Rosamund Pike, Rose Byrne
- 2 jelölés: Bradley Cooper, Chris Evans, Ellar Coltrane, Emma Stone, James Franco, Jillian Bell, Kevin Hart, Scarlett Johansson

### Egynél több díjjal bíró filmek
- 3 díj: Rossz szomszédság, Csillagainkban a hiba, Az útvesztő
- 2 díj: Az éhezők viadala: A kiválasztott – 1. rész